# Холл, Джозеф
Джозеф Холл (англ. Joseph Hall; 1 июля 1574 — 8 сентября 1656) — английский епископ, писатель-моралист и сатирик.
Автор сатиры Mundus alter et idem («Мир иной и тот же самый», 1605), выпущенной на латинском языке под псевдонимом Меркурий Британник. Авторство было установлено лишь посмертно, в 1674 году. Книга представляет собой фантастическое путешествие на Южный континент (Австралия еще не была открыта) и сатирическое описание царящих там нравов (целью автора была, конечно же, современная ему Англия). Книга во многом предвосхищает свифтовские «Путешествия Гулливера».

«Однажды испорченную репутацию, вероятно, можно восстановить, но мир будет всё время оглядываться на то место, где была трещина».